# Ahmed Al Basha
Ne doit pas être confondu avec Mohamed Ahmed Bashir.
Ahmed Al Basha est un footballeur soudanais né le 2 janvier 1982. Il joue au poste de défenseur.
Il a participé à la Coupe d'Afrique des nations 2008 avec l'équipe du Soudan.

## Carrière
- 2007-2008 : Al Hilal Port-Soudan ( Soudan)
- 2008- : Al Merreikh ( Soudan)